# Guy-Manuel de Homem-Christo
Guy-Manuel de Homem-Christo er en fransk musiker, producer og komponist. Han er bedre kendt som den ene halvdel af duoen Daft Punk.